# Saint-Forgeot
Saint-Forgeot este o comună în departamentul Saône-et-Loire, Franța. În 2009 avea o populație de 509 de locuitori.

## Evoluția populației
| An        | 1975 | 1982 | 1990 | 1999 | 2006 | 2009 |
| --------- | ---- | ---- | ---- | ---- | ---- | ---- |
| Populație | 561  | 505  | 508  | 478  | 518  | 509  |